# Teja Gregorin
Teja Gregorin (n. 29 iunie 1980, Ljubljana, Republica Socialistă Slovenia, RSF Iugoslavia) este o biatlonistă ce a reprezentat Slovenia, medaliată olimpică. A participat la 4 ediții ale Jocurilor Olimpice (2002, 2006, 2010, 2014) în care a câștigat două medalii de bronz.